# Тетраэтилсвинец
Тетраэтилсвине́ц (ТЭС) Pb(CH3CH2)4 — ядовитое и канцерогенное металлоорганическое соединение. Применялось в основном как антидетонирующая присадка к моторному топливу, повышающая его октановое число. Бензин с присадкой тетраэтилсвинца называется этилированным бензином.

## История
Впервые антидетонационный эффект ТЭС был открыт в 1921 году в США инженером Томасом Миджли, работавшим на компанию «Дженерал моторс» вместе с Чарльзом Кеттерингом . В 1923 году три крупнейшие американские корпорации «Дженерал моторс», «Дюпон» и «Стандарт Ойл» создали совместное предприятие, названное «Ethyl Gasoline Corporation», продукт продавался под торговым названием «Этил». Название «этил» было выбрано специально, чтобы не пугать людей словом «свинец». Как выяснилось позднее, изобретатель был прекрасно осведомлён об опасности отравления свинцом и предупреждал об этом начальство, но деньги были важнее. Почти сразу у рабочих на производстве стали появляться неустойчивая походка и нарушения психики. Так в 1924 году на одной плохо вентилируемой установке за несколько дней погибли пять рабочих и ещё тридцать пять стали инвалидами. «Ethyl Corporation» всегда проводила политику упорного отрицания ядовитости своей продукции. В последующие несколько десятилетий основная масса бензина в США и в мире содержала ТЭС.
Вредные эффекты, вызываемые тетраэтилсвинцом, стали известны общественности начиная с конца 1940-х — начала 1950-х годов. В 1965 году упорную борьбу за запрещение тетраэтилсвинца начал американский геофизик Клер Кэмерон Паттерсон, случайно столкнувшийся с фактами тотального загрязнения окружающей среды, пытаясь выяснить точный возраст Земли посредством уран-свинцового радиометрического анализа образцов скальной породы и метеоритов, оказалось что вся поверхность планеты, включая атмосферный воздух, нижние слои атмосферы, оба полюса и воды мирового океана загрязнены продуктами сгорания ТЭС. Собирая данные о катастрофическом увеличении содержания свинца в атмосфере и о накапливании его в организмах людей (превышение референтных значений в десятки и сотни раз по сравнению с останками умерших до начала массового использования ТЭС), Паттерсон доказывал необходимость запрещения использования этого вещества. Однако длительное время никаких мер не предпринималось из-за сильного лобби производителей топлива.
Тем не менее, в 1972 году американское Агентство по предотвращению загрязнения окружающей среды (EPA) ввело запрет на использование ТЭС и производство двигателей, рассчитанных на этилированный бензин; в ответ последовал иск от производителей. EPA выиграла процесс, и с 1976 года началось постепенное вытеснение ТЭС-содержащего топлива, которое было завершено к 1986 году. По результатам исследований, к 1994 году содержание свинца в крови американцев снизилось по сравнению с 1978 годом на 78 %.
Тетраэтилсвинец широко использовался в том числе и в СССР. В содержащий его автомобильный бензин с целью маркировки добавлялся краситель: до 1979 года содержащие тетраэтилсвинец бензины АИ93, А-76 и А-66 окрашивались в синий, зелёный, оранжевый цвета соответственно, неэтилированный А-72 не окрашивался. С 1979 года этилированные бензины стали окрашивать в оранжево-красный (АИ-93), жёлтый (А-76), синий (АИ-98):93, зелёный (А-66) или розовый (А-72) цвета. В инструкции вносились требования по соблюдению мер техники безопасности при работе с топливом и топливной аппаратурой автомобилей. С конца 1970-х годов (ГОСТ 2084—77) начался процесс отказа от использования ТЭС, завершившийся в 2000-е годы.
В Евросоюзе этилированный бензин был запрещён с 1 января 2000 года, хотя большинство стран-членов ввело подобный запрет значительно раньше. Китай также отказался от использования ТЭС в 2000 году. В России этилированный бензин был запрещён с 15 ноября 2002 года. Однако этилированный бензин продолжал применяться в слаборазвитых странах из-за относительных дешевизны и простоты в производстве. Окончательно использование этилированного автомобильного бензина в мире прекратилось в 2021 году, последней страной, где его использование было прекращено, стал Алжир.
Таким образом, в связи с высокой канцерогенной активностью тетраэтилсвинца и загрязнением окружающей среды свинцом при его использовании, от добавления тетраэтилсвинца в автомобильное топливо отказались. Ещё одна причина отказа от использования тетраэтилсвинца — в использовании в современных автомобилях каталитических нейтрализаторов, так как тетраэтилсвинец является причиной выхода нейтрализатора из строя. Тетраэтилсвинец, однако, продолжают добавлять в авиационный бензин и топливо для некоторых гоночных двигателей. ТЭС продолжает использоваться, в том числе в США, в авиационном топливе для поршневых винтомоторных самолётов.
В настоящее время вместо ТЭС используются токсичные, но менее вредные высокооктановые добавки, такие, как ферроцен или метил-трет-бутиловый эфир. В некоторых странах используют в качестве добавки этанол, также обладающий довольно высоким октановым числом.

## Физические свойства
Тетраэтилсвинец — бесцветная маслянистая летучая жидкость с плотностью 1,65 г/см³, температурой кипения 200 °C с разложением.

## Получение
Тетраэтилсвинец получают при взаимодействии хлористого этила C2H5Cl и сплава свинца с натрием PbNa (около 10 % Na).

## Отравление тетраэтилсвинцом
Тетраэтилсвинец — летучая жидкость с температурой кипения при атмосферном давлении 200°C и даже при температуре 0 °С имеет заметное давление насыщенного пара и при вдыхании воздуха проникает в организм через органы дыхания. Тетраэтилсвинец также может проникать в организм  через неповрежденную кожу. Это вещество является сильным ядом, который избирательно поражает нервную систему, вызывая острые, подострые и хронические отравления. Хронические отравления обусловлены кумулятивным физиологическим эффектом, свойственным этому токсическому веществу.
Чаще отравления бывают острые и подострые. Поражается прежде всего кора головного мозга. В области вегетативных центров промежуточного мозга возникает очаг устойчивого возбуждения, что приводит к грубым нарушениям корково-подкорковых взаимосвязей.

### Патогенез
В патогенезе отравлений тетраэтилсвинцом определённую роль играет нарушение ферментативных процессов, приводящее к развитию дегенеративных изменений в нервных клетках на фоне выраженных сосудистых расстройств (гиперемия, отек, кровоизлияния).
В развитии клинической картины острого отравления (при случайном заглатывании этилированного бензина, при случайном попадании его на большую поверхность кожи) выделяют 3 стадии — начальную, предкульминационную и кульминационную.
В начальной стадии отмечаются выраженные вегетативные расстройства: гипотермия, артериальная гипотензия и брадикардия, гиперсаливация на фоне нарушения сна, страха смерти по ночам, тревожного, подавленного настроения, головной боли, общей слабости (вегетативно-астенический синдром). В этом периоде наблюдаются своеобразные парестезии в виде ощущения клубка волос или нитей на языке.
В предкульминационной стадии проявляются резко выраженные психические нарушения: страх смерти начинает беспокоить больного не только ночью, но и днем; появляются слуховые, зрительные, тактильные галлюцинации устрашающего характера, бред преследования и бред отношения. Под влиянием бреда развивается психомоторное возбуждение; больные становятся агрессивными; нередки случаи, когда, пытаясь спасти свою жизнь от якобы преследующих их лиц, больные выбрасывались из окон. В клинической картине обнаруживаются признаки органического поражения головного мозга: атаксия, интенционный тремор, нистагм, анизорефлексия, дизартрия, эйфория.
В кульминационной стадии психомоторное возбуждение достигает максимального напряжения. Сознание у больных спутано. Им кажется, что их режут на куски, что тело их обвивают змеи, и другие неприятные ощущения. Могут развиваться эпилептические припадки. На высоте психомоторного возбуждения гипотермия сменяется гипертермией (до 40 °C), артериальная гипотензия — гипертензией, брадикардия — тахикардией. Резко выраженная дистония вегетативных центров может привести к развитию коллапса, заканчивающегося смертью.
В тех случаях, когда делирий затягивается, прогноз благоприятен. На смену психомоторному возбуждению приходит вегетативно-астеническое состояние. Могут оставаться дефекты психики, эмоциональная тупость, снижение интеллекта, потеря интереса к окружающему и др.

### Хроническое отравление
Хроническое отравление возможно у лиц, длительно контактирующих с малыми дозами тетраэтилсвинца. Клиническая картина отравления, как и при других интоксикациях, в начальных стадиях характеризуется вегетативно-астеническим состоянием, когда отмечается повышенная утомляемость, снижение памяти и внимания, тревожный, прерывистый сон, эмоциональная неустойчивость, брадикардия, артериальная гипотензия, гипотермия, гиперсаливация, гипергидроз. Начальная стадия хронического отравления тетраэтилсвинцом, как и при отравлениях другими ядами, носит обратимый характер.
Следующая стадия, развивающаяся по мере нарастания хронического отравления, характеризуется появлением органических изменений в головном мозге. Это различные формы энцефалопатий с выраженными расстройствами психики (тревога, страх, галлюцинации) на фоне таких симптомов, как нистагм, дизартрия, атаксия, интенционный тремор, анизорефлексия, снижение интеллекта.
Третья стадия при хроническом отравлении тетраэтилсвинцом встречается редко и протекает как токсический психоз.

### Лечение
Для нормализации корково-подкорковых взаимосвязей рекомендуются снотворные (барбитураты), гексенал, аминазин, наркотики (кроме морфина, который дает парадоксальный эффект, усиливая возбуждение). Назначаются также внутривенно глюкоза с витаминами группы В и аскорбиновой кислотой, дегидратирующие средства (глюкоза, сульфат магния), а также сердечные и сосудистые средства (при коллапсе).
Профилактика интоксикаций тетраэтилсвинцом и его смесями требует дальнейшего совершенствования технологического процесса и повышения культуры труда. При попадании тетраэтилсвинца на кожу необходимо тут же удалить его с помощью керосина или неэтилированного бензина. По окончании работы необходимо принимать душ. Один раз в три месяца необходимо проводить медицинские осмотры лиц, работающих на заводах, производящих тетраэтилсвинец, и один раз в год — лиц, работающих с этилированным бензином. Медосмотры необходимы для своевременного выявления начальных форм интоксикации. В медосмотрах должны обязательно участвовать невролог и терапевт, другие специалисты — по мере необходимости.

## Влияние на преступность
Согласно влиятельной гипотезе, предложенной для объяснения флуктуаций уровня преступности во второй половине XX и начале XXI века, отравление тетраэтилсвинцом в детском возрасте влечёт нарушение развития центральной нервной системы, следствием чего было увеличение делинквентного поведения во взрослом возрасте, что повлекло рост преступности с 1960-х по начало 1990-х годов. Падение уровня преступности с 1990-х годов, согласно этой гипотезе, объясняется снижением потребления бензина, изготовленного с использованием тетраэтилсвинца начиная с 1970-х годов.